# Армін Джозеф Дейч
Армін Джозеф Дейч (англ. Armin Joseph Deutsch; 1918 — 11 листопада 1969) — американський астроном і письменник-фантаст.

## Біографічні відомості
Родився в Чикаго. Закінчив Аризонський університет. Працював в Єркській, Перкінса і Гарвардській обсерваторіях, з 1951 — у Маунт-Вілсон і Маунт-Паломар обсерваторіях.
Наукові роботи відносяться до зоряної спектроскопії. Для пояснення складних змін у спектрах магнітних A-зірок запропонував у 1956 році модель похилого ротатора — зірки з сильним дипольним магнітним полем, що обертається навколо осі, нахиленої по відношенню до земного спостерігача. Отримав наглядові докази закінчення речовини з червоних гігантів, оцінив швидкість закінчення і масу, що втрачалася.
На честь науковця названий кратер на зворотному боці Місяця.
Автор науково-фантастичних оповідань, найвідоміше з яких, «Лист Мебіуса», було багато разів екранізоване.

## Екранізації творів
- «Лист Мьобіуса» (1988, Свердловська кіностудія, СРСР)
- «Мебіус» (1993, Німеччина)
- «Мебіус» (1996, Universidad del Cine, Аргентина)
- та ін.